# Флаг Сладковского сельского поселения (Лабинский район)
Флаг муниципального образования Сла́дковское сельское поселение Лабинского района Краснодарского края Российской Федерации — опознавательно-правовой знак, служащий официальным символом муниципального образования.
Ныне действующий флаг утверждён 21 мая 2008 года и внесён в Государственный геральдический регистр Российской Федерации с присвоением регистрационного номера 4174.

## Описание
«Прямоугольное полотнище с отношением ширины к длине 2:3, состоящее из четырёх горизонтальных полос, сверху вниз: синего, белого, зелёного и жёлтого цветов, соотносящихся как 2:1:6:3; посередине зелёной полосы воспроизведена жёлтая пчела, посередине жёлтой — стилизованная красная роза (с зелёными и жёлтыми деталями изображения)».
Габаритные размеры пчелы и розы составляют соответственно 11/24 и 5/24 ширины полотнища.

## Обоснование символики
Флаг языком символов и аллегорий отражает исторические, культурные и экономические особенности сельского поселения.
Сельское поселение состоит из хутора Сладкого и посёлка Розового, что и отображено аллегорически на флаге.
Золотая пчела является косвенно-гласным элементом флага и аллегорически указывает на то, что в поселении широко развито пчеловодство, а также символизирует трудолюбие, коллективизм и взаимопонимание.
Червлёная (красная) геральдическая роза аллегорически указывает на посёлок Розовый, на землях которого выращивают уникальные эфиромасличные культуры. Роза также символизирует совершенство, верность.
Золото аллегорично показывает неисчерпаемое богатство полей поселения, выращивание кубанского золота — хлеба.
Синяя и белая полосы указывают на горные вершины Кавказа, у подножия которых расположено поселение.